# Sidböle härad
Sidböle härad är en fiktiv trakt i Sverige som Ted Ström besjöng i sin låt med samma namn från år 1987, vilken gavs ut på Ströms album "När natten vänder" (1987). Sidböle härad symboliserar en obestämd avsides belägen del av den svenska glesbygden. Thorsten Flinck gav ut en cover på låten på albumet "En dans på knivens egg" (2012).